# Johann Müllerperth

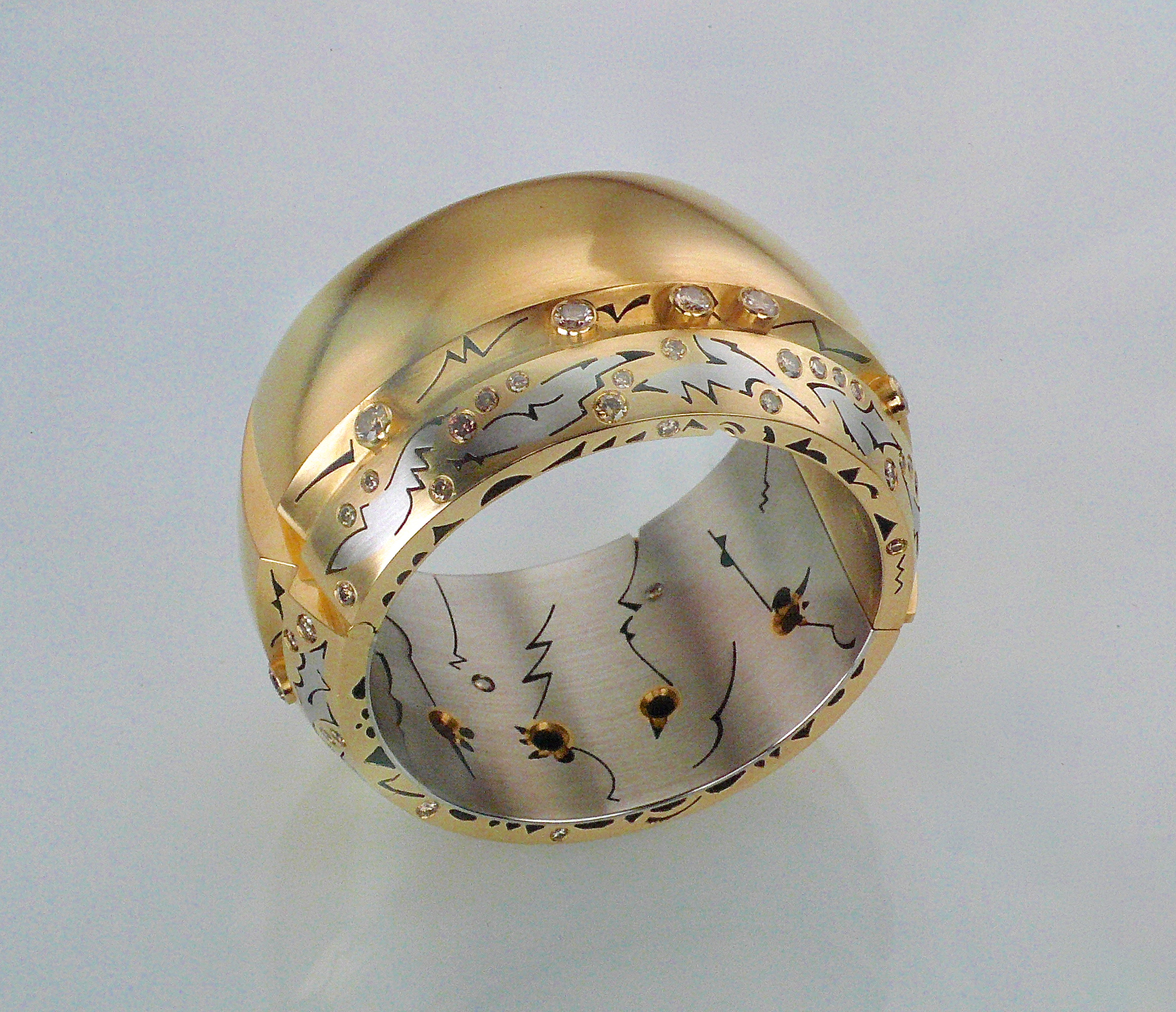
Armreif (1993); Gold, Platin, Brillanten

Johann Müllerperth (* 15. Juli 1957 in Sântana (deutsch Neu-Sankt-Anna), Volksrepublik Rumänien) ist ein deutscher Goldschmied.

## Leben
Seine Ausbildung zum Goldschmied absolvierte er von 1978 bis 1981 in Pforzheim. Daran schloss sich ein Studium an der Fachhochschule für Gestaltung in Pforzheim bei Reinhold Reiling, Klaus Ullrich und Hermann Stark in der Fachrichtung Schmuckdesign mit Abschluss Diplom an. 
Seit 1986 ist Müllerperth Lehrbeauftragter für Meisterkurse für Goldschmiede in Pforzheim (Entwurf und Darstellungstechnik). 1988 bis 1991 war er Lehrbeauftragter an der Fachhochschule für Gestaltung Schwäbisch Gmünd.
Er war Jury-Mitglied, unter anderem beim internationalen Schmuckwettbewerb „NATUR und ZEIT“ der Gesellschaft für Goldschmiedekunst (Hanau) und beim Preis des Schweizerisch gestaltenden Handwerkes.
Seit 1985 hat Johann Müllerperth ein selbständiges Designatelier. Er ist verheiratet mit der Kunstglasbläserin Kerstin Müllerperth. Seine Tochter ist die Pianistin Magdalena Müllerperth.

## Preise und Anerkennungen
Müllerperth erhielt unter anderem einen Ehrenpreis (1984) und einen Sonderpreis (1986) im internationalen Wettbewerb Perlendesign in Japan, eine Belobigung im internationalen Wettbewerb „Diamant heute 1985“ De Beers, einen Förderpreis „Schmuck 86 – Goldschmiede unserer Zeit“ im Haus der Kunst, München (1986) und den 1. Preis Victor-Mayer-Jubiläumspreis (1990), Pforzheim.
1991 wurde Müllerperth zum Stadtgoldschmied in Schwäbisch Gmünd ernannt.

## Ausstellungen und Ankäufe
Johann Müllerperth präsentierte seine Arbeiten bei nationalen und internationalen Ausstellungen, Messen und Galerien, unter anderem in Bonn, München, Hamburg, Frankfurt, Hanau sowie in der Schweiz, Österreich, den USA, Israel, Ungarn und den Niederlanden. Ende 2016 fand eine große Ausstellung „Natur in Gold und Glas“ zusammen mit Kunstglasobjekten seiner Ehefrau Kerstin in der Neuen Orangerie Schloss Schwetzingen statt.
Arbeiten von ihm befinden sich im Schmuckmuseum Pforzheim, im Deutschen Goldschmiedehaus (Hanau), im Museum für Natur und Stadtkultur (Schwäbisch Gmünd), im Museum Bellerive (Zürich) und in der Deutschen Pinakothek (München).